# Results May Vary
Results May Vary (englisch für etwa „Ergebnisse können variieren“) ist das vierte Studioalbum der US-amerikanischen Nu-Metal-Band Limp Bizkit. Es erschien am 22. September 2003 über die Labels Interscope Records und Flip Records.

## Hintergrund
Nach dem Ausstieg des Gitarristen Wes Borland ist Results May Vary das erste Album, das Limp Bizkit ohne einen festen Gitarristen aufnahm. Anfangs nahmen Fred Durst und Bassist Sam Rivers die Gitarrenparts alleine auf. Außerdem spielte der Toningenieur Michael Baskette bei einigen Songs Gitarre. Später wurde Mike Smith, Gitarrist der Band Snot, für die Aufnahmen verpflichtet. Die Aufnahmen selbst fanden größtenteils zwischen August 2002 und Januar 2003 in Los Angeles statt.

## Covergestaltung
Das Albumcover ist in grünen Farbtönen gehalten und zeigt das Gesicht von Fred Durst, der seinen Mund weit aufreißt. Rechts oben im Bild befinden sich das Limp-Bizkit-Logo und der Titel results may vary in Weiß.

## Gastbeiträge
Auf zwei Liedern des Albums sind neben Limp Bizkit weitere Künstler vertreten. So hat der Rapper Snoop Dogg einen Gastauftritt beim Song Red Light / Green Light, während Brian Welch, Leadgitarrist der Nu-Metal-Band Korn, an Build a Bridge mitwirkte.

## Titelliste
| #  | Titel                                               | Gastbeiträge | Länge |
| -- | --------------------------------------------------- | ------------ | ----- |
| 1  | Re-Entry                                            |              | 2:37  |
| 2  | Eat You Alive                                       |              | 3:57  |
| 3  | Gimme the Mic                                       |              | 3:05  |
| 4  | Underneath the Gun                                  |              | 5:42  |
| 5  | Down Another Day                                    |              | 4:06  |
| 6  | Almost Over                                         |              | 4:38  |
| 7  | Build a Bridge                                      | Brian Welch  | 3:57  |
| 8  | Red Light / Green Light + Hidden Track Take It Home | Snoop Dogg   | 5:36  |
| 9  | The Only One                                        |              | 4:08  |
| 10 | Let Me Down                                         |              | 4:16  |
| 11 | Lonely World                                        |              | 4:34  |
| 12 | Phenomenon                                          |              | 3:59  |
| 13 | Creamer (Radio Is Dead)                             |              | 4:30  |
| 14 | Head for the Barricade                              |              | 3:34  |
| 15 | Behind Blue Eyes + Hidden Track All That Easy       |              | 5:58  |
| 16 | Drown                                               |              | 3:58  |

Bonussongs in Europa:
| #  | Titel          | Länge |
| -- | -------------- | ----- |
| 17 | Shot           | 3:45  |
| 18 | Just Drop Dead | 4:02  |

Bonussongs in Japan:
| #  | Titel     | Länge |
| -- | --------- | ----- |
| 17 | Let It Go | 5:10  |
| 18 | Armpit    | 3:52  |

Weitere Songs, die zur Zeit der Albumproduktion entstanden:
- Cowgirls from Hell
- Crack Addict
- Fool’s Game
- How Do We Get Through This
- Masturbation
- Poisen Ivy
- Press Your Luck (Pollution Recall)
- Relentless
- Summer of Bipolar Love
- Until the End
- Welcome Home (Sanitarium) (Metallica-Cover)
- When It Rains

## Rezeption
Von Kritikern bekam das Album insgesamt durchschnittliche bis negative Bewertungen:
laut.de bewertete Results May Vary mit drei von möglichen fünf Punkten. Kritiker Eberhard Dobler schreibt, dass die Platte zwar solide sei, aber wirkliche Highlights auf dem Album fehlen.
Plattentests.de vergab vier von zehn Punkten. Chefredakteur Armin Linder meint, dass das Album zwar besser als der Vorgänger sei, es sich aber trotzdem noch nicht wirklich gut anhöre.
Matthias Reichel schreibt auf cdstarts.de, dass das Album nicht die erwartete Katastrophe sei, aber auch nichts Neues biete. Er vergab sechs von zehn Punkten.
Stephen Thomas Erlewine vergab auf allmusic.com nur 1,5 von fünf Sternen und meint, dass der Musik die Leidenschaft und die Energie fehle.
whiskey-soda.de vergab die Schulnote 2- und bezeichnet das Album als charttauglich und abwechslungsreich.

## Kommerzieller Erfolg

### Chartplatzierungen und Singles
Results May Vary stieg am 6. Oktober 2003 auf Platz 1 in die deutschen Albumcharts ein und belegte in den folgenden Wochen die Ränge 6 und 9. Insgesamt hielt sich das Album 32 Wochen in den Top 100. Auch in Österreich erreichte der Tonträger die Chartspitze, während er in Australien und Neuseeland Position 2, in den Vereinigten Staaten Platz 3, in der Schweiz Rang 6 und im Vereinigten Königreich Position 7 belegte.
Eine Woche vor der Veröffentlichung des Albums erschien mit Eat You Alive die erste Single. Von Iron-Maiden-Sänger Bruce Dickinson wurde das Lied scharf kritisiert und Fred Durst als schrecklicher Songwriter bezeichnet. Dennoch erreichte der Track Platz 13 in den deutschen Charts und konnte sich neun Wochen in den Top 100 halten.
Im November 2003 erschien mit Behind Blue Eyes die zweite Single des Albums. Das Lied, das im Original von The Who stammt, erreichte in Deutschland Platz 2, in Österreich Rang 3 und in der Schweiz Position 5. Im Musikvideo zum Song spielt Oscar-Preisträgerin Halle Berry mit. Behind Blue Eyes erhielt in der Schweiz für mehr als 20.000 Verkäufe und in den Vereinigten Staaten für über 500.000 verkaufte Exemplare jeweils eine Goldene Schallplatte.
| ChartsChartplatzierungen       | Höchstplatzierung | Wochen |
| ------------------------------ | ----------------- | ------ |
| Deutschland (GfK)              | 1 (32 Wo.)        | 32     |
| Österreich (Ö3)                | 1 (31 Wo.)        | 31     |
| Schweiz (IFPI)                 | 6 (38 Wo.)        | 38     |
| Vereinigte Staaten (Billboard) | 3 (32 Wo.)        | 32     |
| Vereinigtes Königreich (OCC)   | 7 (7 Wo.)         | 7      |

| ChartsJahrescharts (2003)      | Platzierung |
| ------------------------------ | ----------- |
| Deutschland (GfK)              | 50          |
| Österreich (Ö3)                | 39          |
| Schweiz (IFPI)                 | 55          |
| Vereinigte Staaten (Billboard) | 82          |

| ChartsJahrescharts (2004)      | Platzierung |
| ------------------------------ | ----------- |
| Deutschland (GfK)              | 54          |
| Österreich (Ö3)                | 53          |
| Schweiz (IFPI)                 | 40          |
| Vereinigte Staaten (Billboard) | 135         |

### Auszeichnungen für Musikverkäufe
Results May Vary erhielt in Deutschland noch im Erscheinungsjahr für mehr als 100.000 verkaufte Exemplare eine Goldene Schallplatte. Auch in Österreich, der Schweiz und im Vereinigten Königreich wurde es jeweils mit Gold ausgezeichnet, während es in den Vereinigten Staaten für über eine Million Verkäufe im Jahr 2008 eine Platin-Schallplatte bekam.

| Land/Region                  | Auszeichnungen für Musikverkäufe (Land/Region, Auszeichnung, Verkäufe) | Verkäufe  |
| ---------------------------- | ---------------------------------------------------------------------- | --------- |
| Australien (ARIA)            | Platin                                                                 | 70.000    |
| Deutschland (BVMI)           | Gold                                                                   | 100.000   |
| Japan (RIAJ)                 | Gold                                                                   | 100.000   |
| Neuseeland (RMNZ)            | Gold                                                                   | 7.500     |
| Österreich (IFPI)            | Gold                                                                   | 15.000    |
| Russland (NFPF)              | Gold                                                                   | 10.000    |
| Schweiz (IFPI)               | Gold                                                                   | 20.000    |
| Vereinigte Staaten (RIAA)    | Platin                                                                 | 1.000.000 |
| Vereinigtes Königreich (BPI) | Gold                                                                   | 100.000   |
| Insgesamt                    | 7× Gold · 2× Platin ·                                                  | 1.422.500 |

Hauptartikel: Limp Bizkit/Auszeichnungen für Musikverkäufe

## Trivia
- Das Lied Behind Blue Eyes ist der Titelsong zum Film Gothika.[29]
- Crack Addict, der als B-Seite von Build a Bridge erhältlich ist, war der Titelsong zur WWE Survivor Series 2003.[30]
- Der Titel Red Light / Green Light ist die Musik in einer Werbung von Snickers.[31]